# TW الحوت
تي دبليو الحوت نجم قزم احمر-بني  يبعد عن الشمس 24.9 سنة ضوئية في الحافة الشرقية من كوكبة الحوت جنوب شرق نجم فم الحوت  و شمال شرق دلتا الحوت . وهو نجم اصغر واخفت من الشمس ورؤيتة بالعين المجردة صعبة للغاية مع قدر ظاهري يبلغ 6.48 .
تي دبليو الحوت أو TW Piscis Austrini أو Gliese (Gl) 879  غليزا 879 ، و نجم فم الجوت والنجم LP 876-10 تكون نظام ثلاثي من النجوم . التقارب بين نجم تي دبليو ونجم فم الحوت تم الإبلاغ عنة لأول مرة في عام 1897 من قبل توماس جيفرسون جاكسون

## خصائص
تي دبليو قزم برتقالي -أحمر نوع الطيف: K4-5 VPE . و لة تقريبا 81 في المئة من كتلة الشمس، و 76 إلى 85٪ من قطرها و 12 في المئة من شدة لمعان الشمس  و تبلغ حرارة السطح لهذا النجم 4711 كلفن . يبعد تي دبليو الحوت عن اقرب نجم لة فم الحوت 0.91 سنة ضوئية .
 للإطلاع على جدول معلومات النجم ومرافقية .